# Stadtkirche Glarus

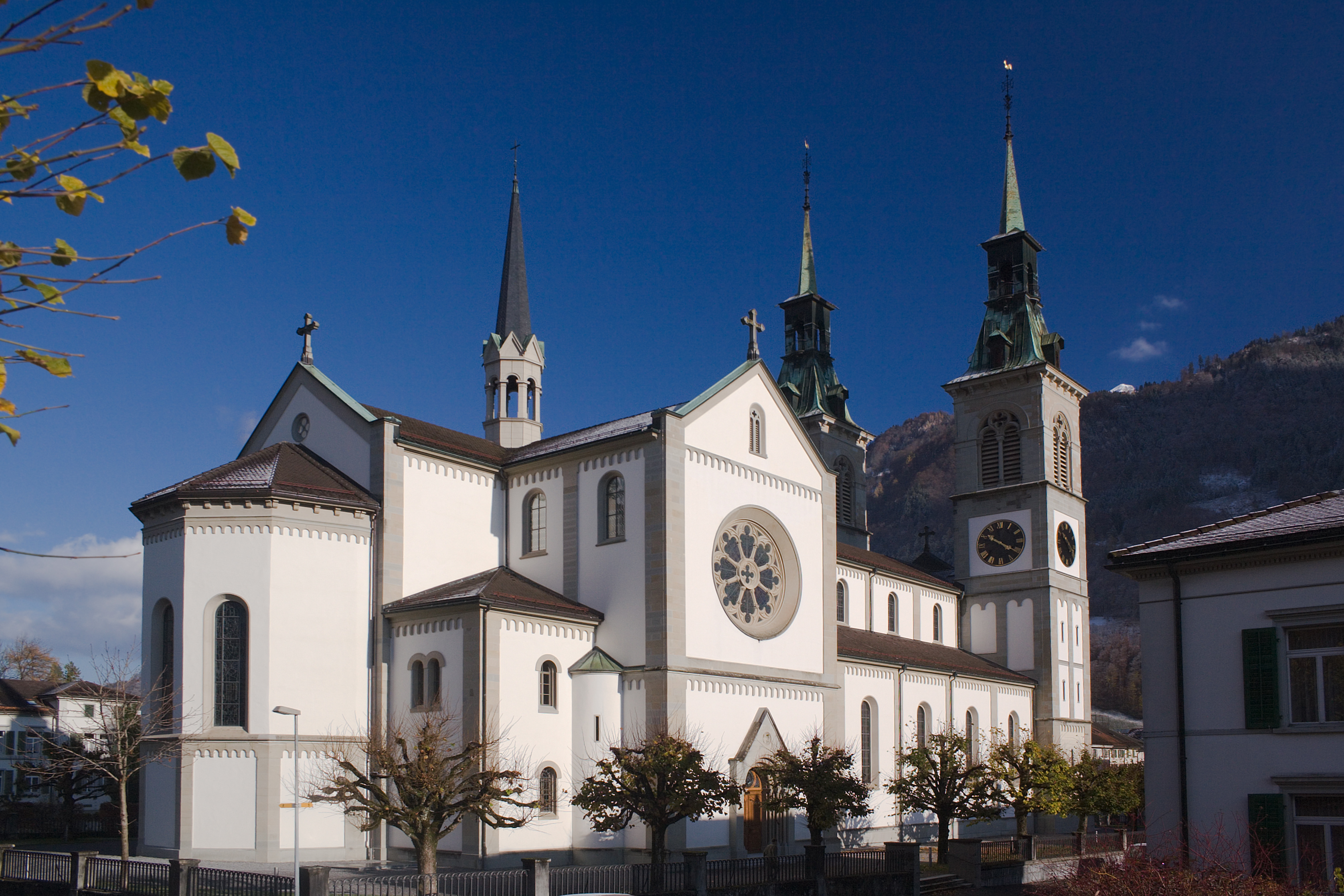
Seitenansicht aussen

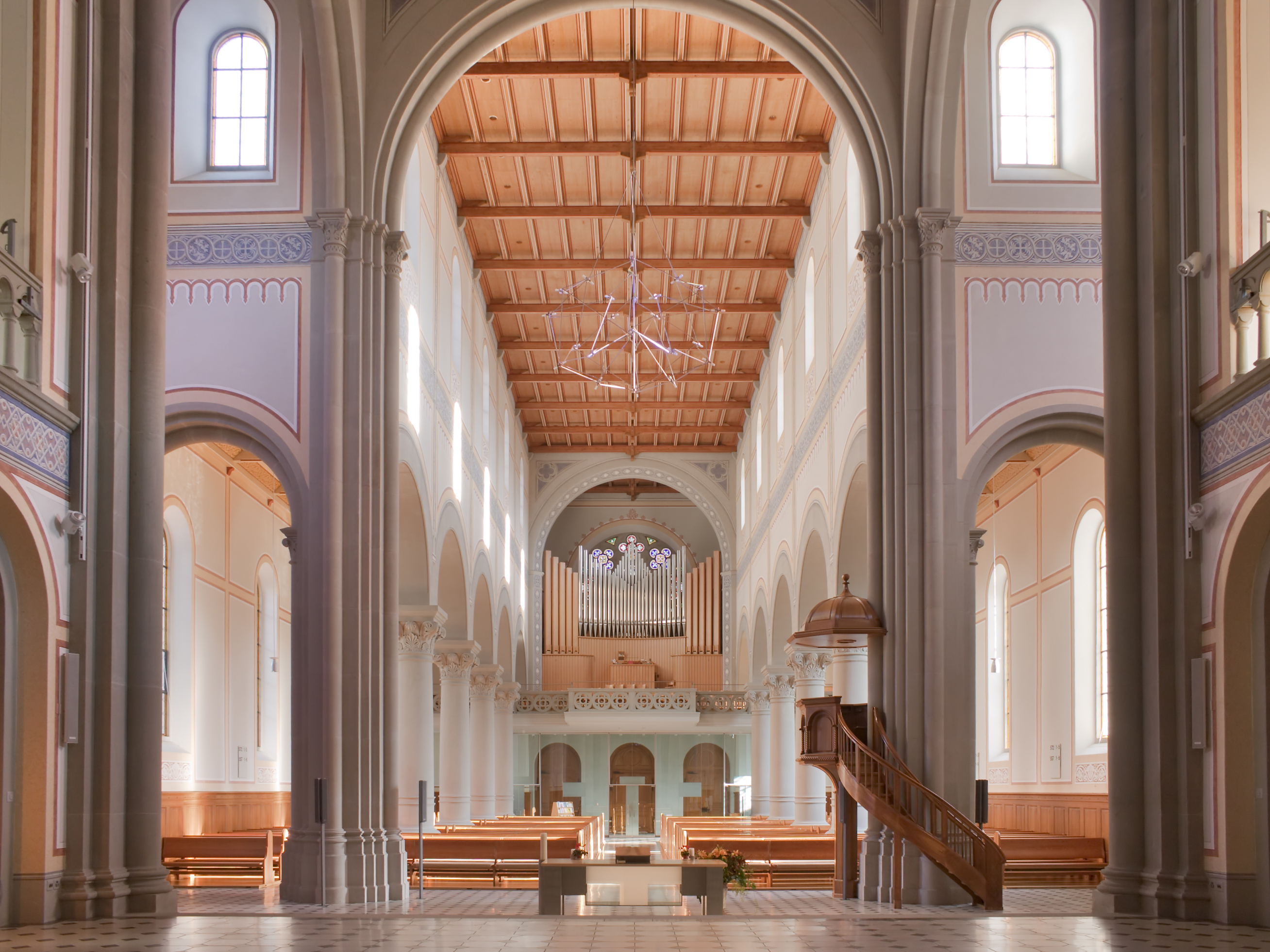
Langhaus der Stadtkirche, Blich zur Orgelempore

Die Stadtkirche Glarus ist die reformierte Hauptkirche der Ortschaft Glarus im Kanton Glarus, Schweiz. Sie wurde in den Jahren 1863 bis 1866 nach Plänen von Ferdinand Stadler im neuromanischen Stil erbaut. Sie bildet den Ersatz für die beim Stadtbrand im Mai 1861 zerstörte Vorgängerkirche. Rund hundert Jahre lang diente sie als Simultankirche zugleich der reformierten und der römisch-katholischen Konfession, bis die Katholiken 1964 mit der Fridolinskirche zusätzlich zur Burgkapelle eine eigene Stadtkirche bekamen.

## Planung und Bau
Ferdinand Stadler erhielt als Einziger den Auftrag zum Entwurf der Pläne für eine Kirche. Er legte sie im Februar 1862 dem Kirchenrat vor, mit einem Kostenvoranschlag von 380'000–400'000 Fr. Da dieser Betrag den Glarnern zu hoch erschien, beauftragten sie Stadlers Hauptkonkurrenten in Sachen Kirchenbau Joseph Caspar Jeuch (1811–1895) mit einem Gegenentwurf, welcher nicht mehr als 300'000 Fr. kosten sollte. Jeuch entwarf unter diesem Kostendruck einen neugotischen Bau, dessen langgestreckte Säulen und Rippenwerk aus Gusseisen bestehen sollten.
Diese Sparversion wurde für unwürdig befunden, insbesondere weil Gusseisen damals als Baumaterial für Industriehallen galt. Jeuch erhielt keine zweite Chance, Stadler konnte als einziger seine Pläne vervollständigen. Er erarbeitete eine Variante mit Zentralturm und eine mit Doppelturm. Kostenvoranschlag: rund 600'000 Fr.

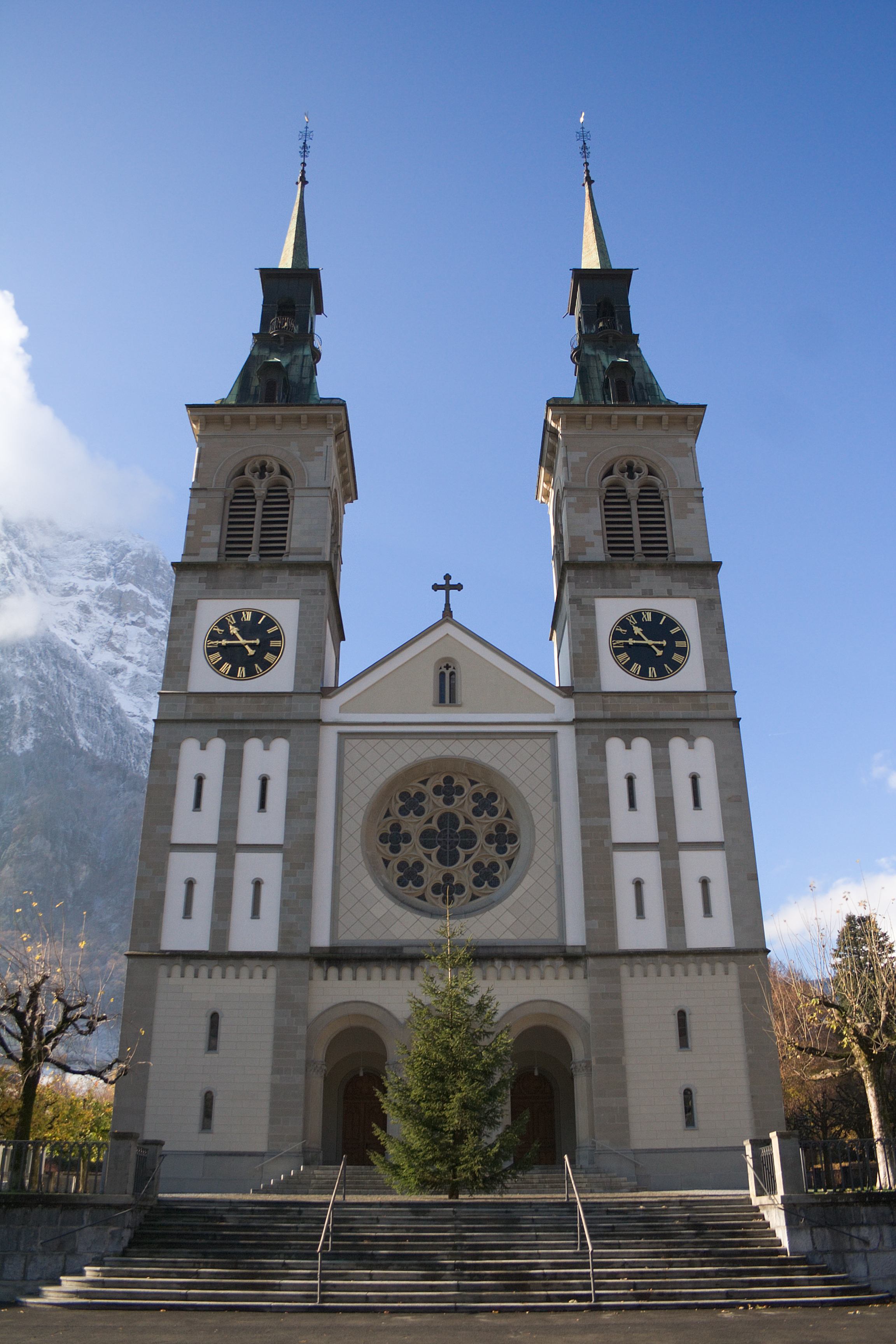
Hauptfassade mit Doppelturm

In einem Gutachten sprach sich Professor Wilhelm Lübke von der ETH für einen Doppelturm aus und meinte, «dass der Bau – in dieser Form ausgeführt – für die Gemeinde auf Jahrhunderte zur Zierde und Freude gereichen würde».
Architekt und Bauunternehmer Bernhard Simon wies Stadler nach, dass die Fundamente für die Türme massiver gebaut werden müssen und dadurch Mehrkosten entstünden. Der Gemeinderat vergab die Bauarbeiten an Simon als Generalunternehmer für eine Summe von 560'000 Fr. ohne Uhr, Geläut, Orgel und Altäre, welche er kaum überschritt. Stadler erhielt von der Gemeinde 20'000 Fr. für das Anfertigen der Pläne und das Überwachen des Baus. Die gesamten Kirchenbaukosten beliefen sich auf 724'542,51 Fr.
Der Bau ging ohne grössere Vorkommnisse vonstatten, im Frühling 1866 wurden die Arbeiten abgeschlossen.

## Renovation 1927/1928

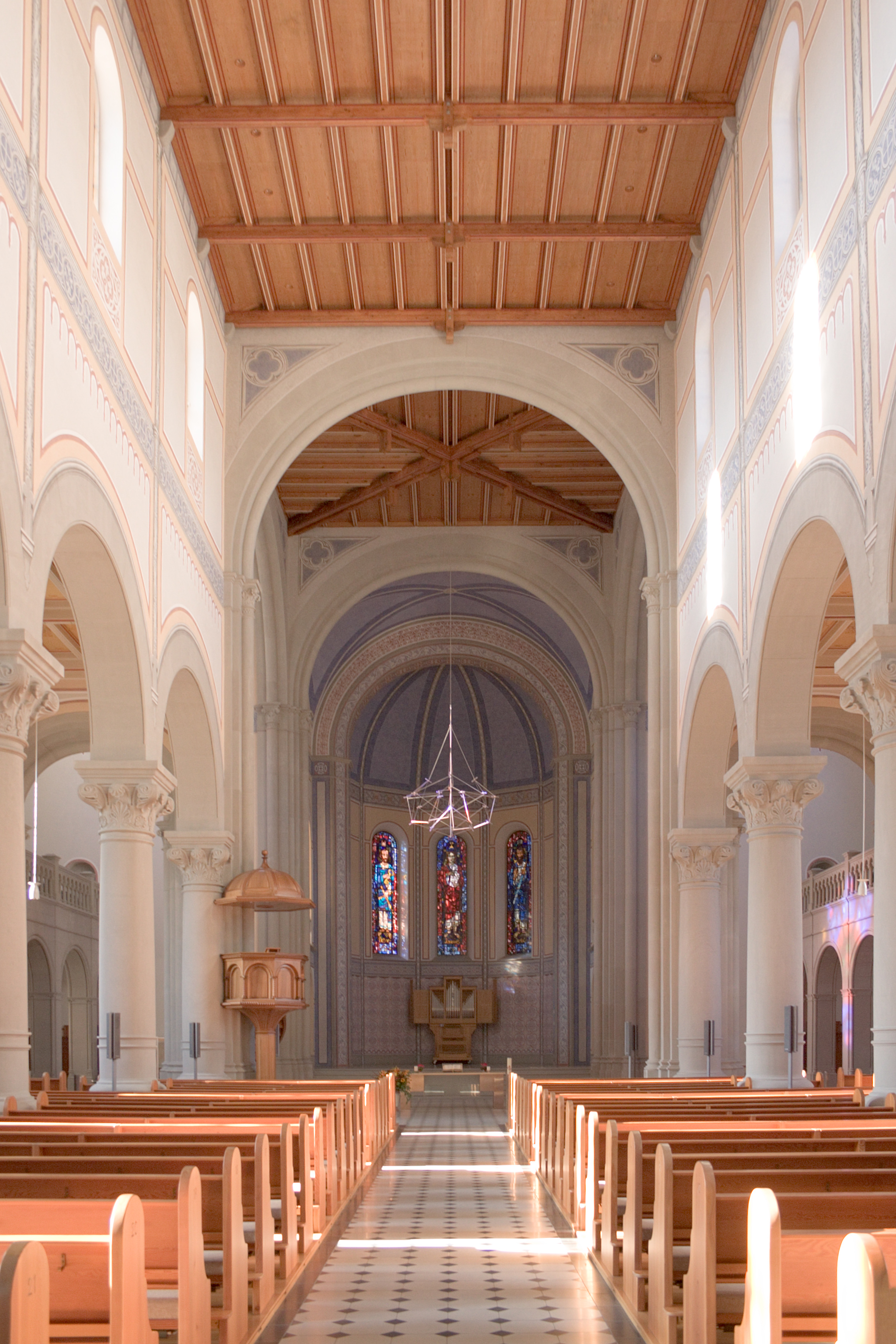
Langhaus und Chor, Zustand 2005

Die Renovation von 1927/1928 war ein Werk von Karl Moser. Moser, der sich mit dem Bau der ersten Sichtbetonkirche (Antoniuskirche in Basel) der Schweiz einen Namen schuf, wollte die Kirche dem Zeitgeist anpassen und grosse Veränderungen vornehmen. Die Hauptfassade mit der Rosette und dem Giebel sollte durch eine glatte Mauer mit einem Mosaik St. Fridolins ersetzt werden. Der Historismus war unter den zeitgenössischen Architekten – insbesondere bei den Vertretern des Bauhausstils – erheblich in Verruf geraten.
Der Glarner Kunsthistoriker Hans Jenny setzte sich für die Erhaltung der Kirche im ursprünglichen Stil ein. Er argumentierte, in weiteren 60 Jahren werde der Historismus wiederentdeckt und man bereute dann den Umbau. Jennys Worte fanden Gehör, eine grosse Mehrheit lehnte den Umbau der Ostfront ab. Hingegen wurde die Renovation samt Einbau der grossen Orgelempore beschlossen.
Die grösste Veränderung betraf das Farbkonzept im Inneren: Die Kirche wurde grossflächig in satten Farben gestrichen. Die vorgesehenen bildlichen Darstellungen an den Wänden der Seitenschiffe und des Obergadens wurden nicht realisiert. Auf wenig Gegenliebe stiess die Forderung der Feuerwehr, aus Brandschutzgründen eine Steigleitung in einen der beiden Türme einzubauen.
Am 7. April 1940 wurde die Kirche durch einen Brand massiv beschädigt. Daniel Aebli und Albert Affentranger bauten sie ohne grosse Veränderungen wieder auf. Den Brandschutzmassnahmen wurde nun mehr Beachtung geschenkt: Die Steigleitung wurde eingebaut und der zuvor offene Dachraum in Brandabschnitte unterteilt.
Die grösste Veränderung erfuhr wiederum das Innere. Das Farbkonzept war Neuer Sachlichkeit entsprechend, in hellen Grautönen gehalten, Holzteile wurden im Naturton belassen.

## Weitere Renovationen
Eine weitere sanfte Renovation fand 1964 statt, als die Katholiken ihre eigene Kirche erhielten.

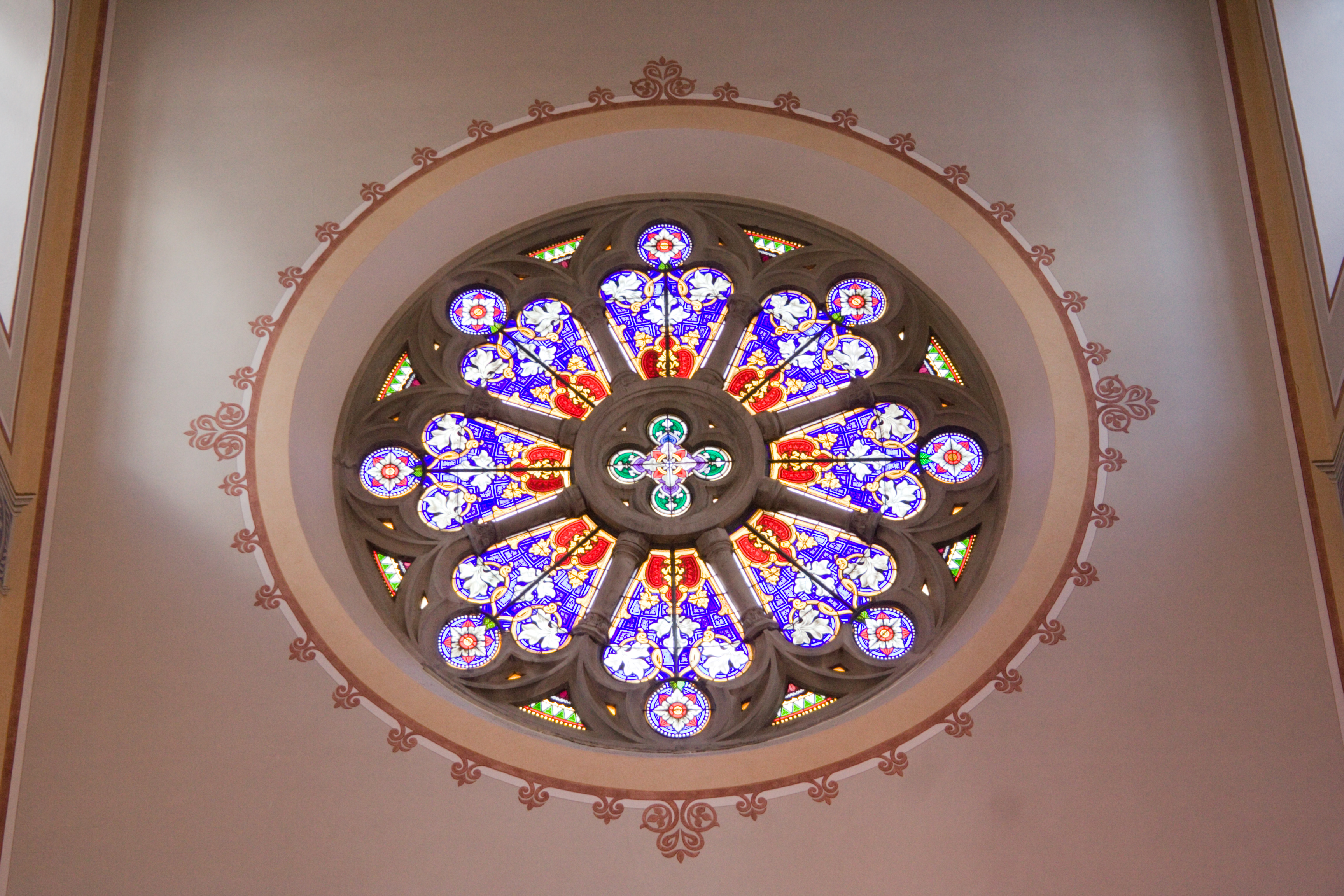
Radfenster im Querschiff mit Schutzverglasung

In der grossen Aussen- und Innenrenovation in zwei Etappen von August 1995 bis April 1999 wurde die Kirche (mit wenigen Ausnahmen) in ihren ersten Bauzustand zurückversetzt. Den beiden Innerschweizer Künstlern Godi Hirschi, Maler, und Kurt Sigrist, Bildhauer, wurde die Gestaltung des Eingangs (Windfang) und des Chorraums übertragen. Die Bemalung im Inneren ist der ursprünglichen nachempfunden, ebenso der Bodenbelag aus Kunststein. Die Fenster im Langhaus erhielten eine Dreifachverglasung, die Fenster in den Rosetten eine Schutzverglasung. Das Stimmvolk hatte dafür einen Kredit in der Höhe von 9.5 Mio. Fr. bewilligt. Für diese letzte Renovation erhielt die Stadtkirche Glarus 2001 die Europa-Nostra-Medaille.

## Orgeln
Die Hauptorgel der Stadtkirche mit 60 Registern auf drei Manualen und Pedal wurde 1941 durch die Manufaktur Orgelbau Kuhn in Männedorf gebaut. Die Vorgängerorgel von E. F. Walcker aus dem Jahr 1866 hatte durch Löschwasser beim Brand von 1940 intensiv Schaden genommen, so dass ein Neubau unumgänglich war. Die Vorgängerorgel mit 46 Registern auf drei Manualen und Pedal wurde im Laufe der Jahre von Orgelbau Kuhn mehrmals umgebaut und renoviert. Erstmals erwähnt wurde eine Orgel der Stadtkirche im Jahr 1695.
Neben der Hauptorgel steht noch eine bewegliche Chororgel zur Verfügung. Sie hat fünf Register auf einem Manual (Gedackt 8 ', Prinzipal 4 ', Spitzflöte 2 ', Mixtur II-III 1 1⁄3 ') und Pedal (Subbass 16 ').

## Glocken
Die Stadtkirche verfügt über ein Geläut von fünf Glocken. Sie wurden 1865/1866 von Jakob Keller in Zürich gegossen.
Übersicht:
| Glocke    | 1       | 2       | 3       | 4      | 5      |
| --------- | ------- | ------- | ------- | ------ | ------ |
| Gewicht   | 5756 kg | 2896 kg | 1680 kg | 687 kg | 349 kg |
| Schlagton | g°      | h°      | d′      | g′     | h′     |

## Verwandte Bauten
Die Altlerchenfelder Pfarrkirche, St. Ludwig (München) und das Grossmünster in Zürich (original romanisch) sind verwandte Bauten.

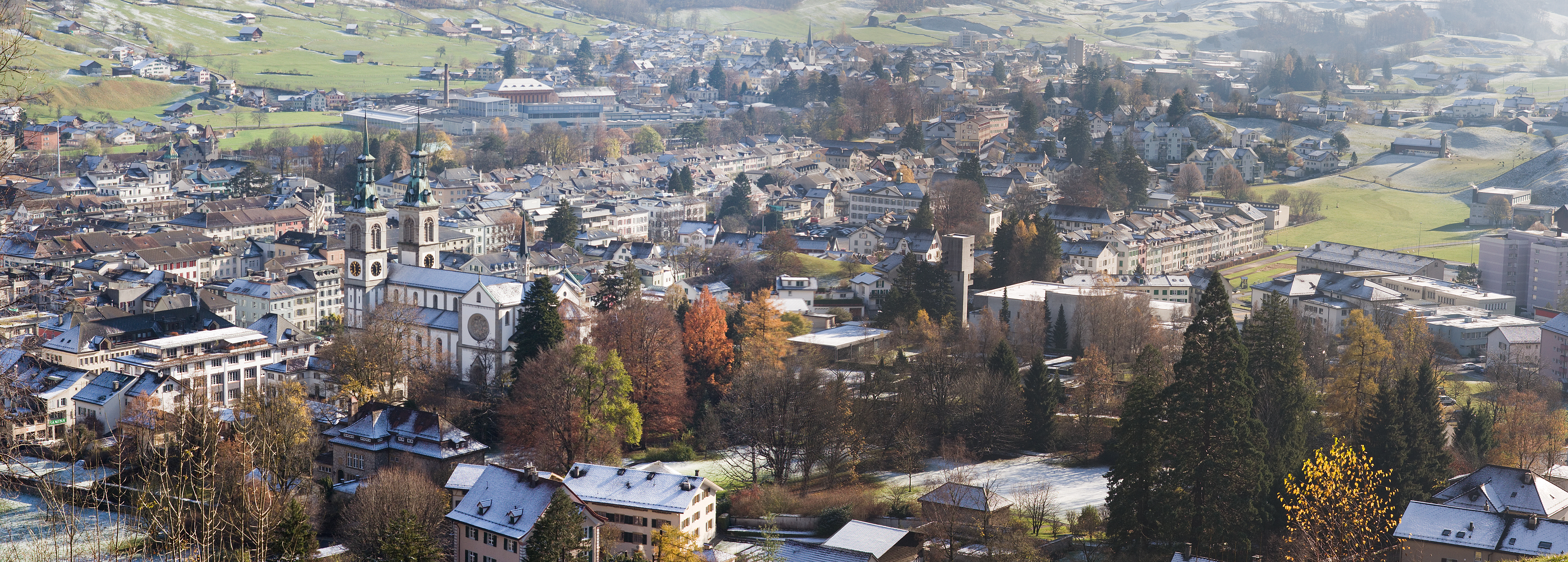
Glarus mit Stadtkirche und St. Fridolinskirche